# Маточка

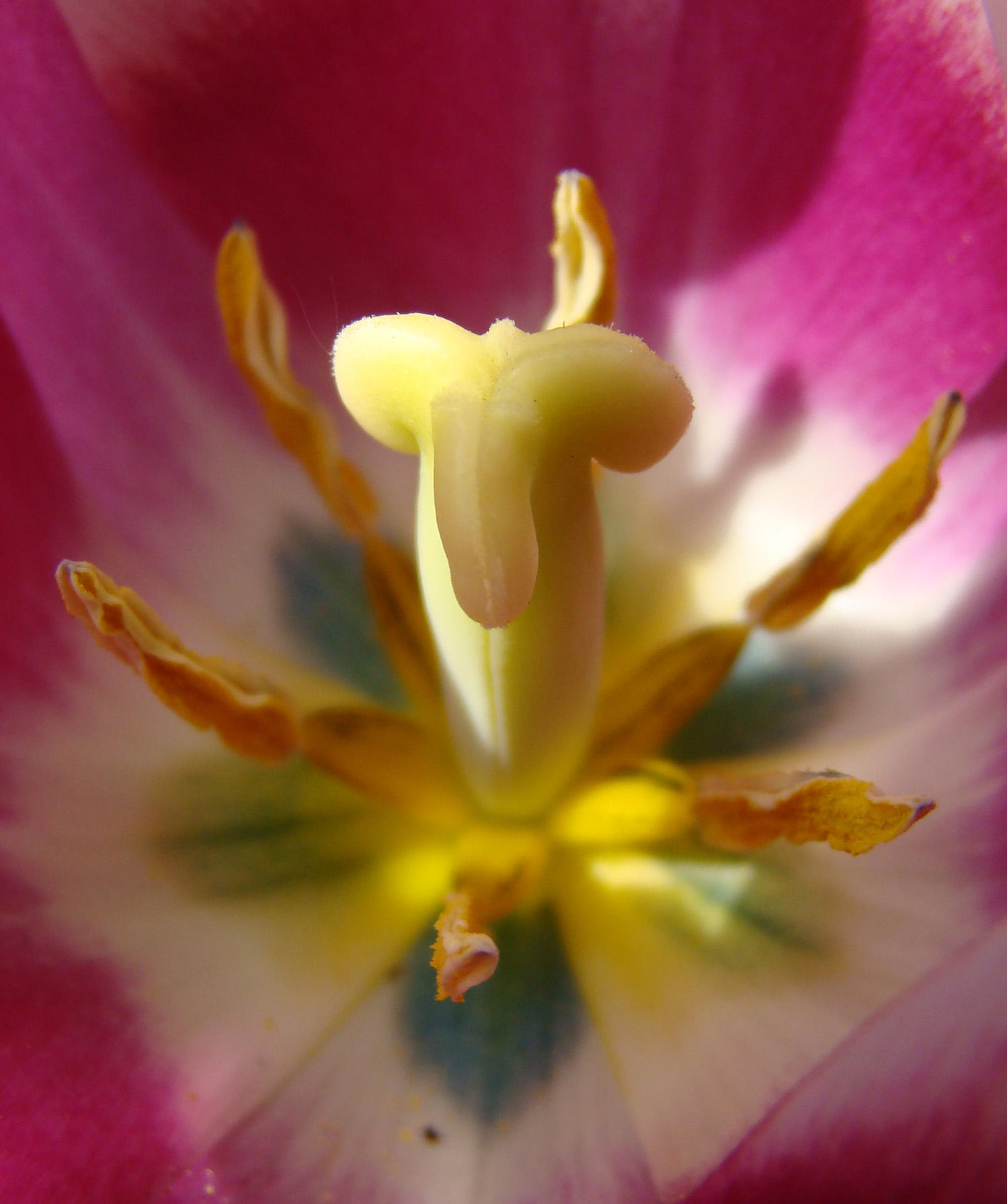
Маточка тюльпана (всередині)

Ма́точка (лат. pistillum) — жіноча репродуктивна частина квітки, що містить насінні зачатки.
Маточка розташована всередині квітки та складається з одного або кількох зрощених плодолистків. Сукупність маточок називається гінецеєм. Кожна дозріла маточка складається з нижньої розширеної частини — зав'язі, середньої циліндричної — стовпчика і верхньої, трохи розширеної — приймочки.

Діаграма квітки. 1 — вісь суцвіття, 2 — приквітки, 3 — чашолистки, 4 — пелюстка, 5 — тичинка, 6 — маточка, 7 — криючий листок.

Утворюється в результаті зімкнення або зрощення країв одного (проста маточка) або декількох (складна маточка) плодолистків (мегаспорофілів). У квітці може бути одна (вишня, боби) або декілька, іноді багато (півонія, жовтець, суниця) простих маточок — у разі апокарпного гінецею. Ценокарпний гінецей завжди представлений однією складною маточкою. Термін «маточка» уживається іноді як синонім плодолистка, іноді гінецею в цілому.